# SEAT Málaga
De SEAT Málaga is een vierdeurs sedan, geproduceerd door de Spaanse autofabrikant SEAT van 1985 tot 1991, vernoemd naar de stad Málaga in Andalusië.

## Geschiedenis
De Málaga kan worden beschouwd als een sedanversie van de SEAT Ibiza, hoewel de Málaga en de eerste Ibiza-serie beide gebaseerd waren op de SEAT Ronda, een gerestylede versie van de SEAT Ritmo die op zijn beurt een gerebadgede versie was van de Fiat Ritmo. In die zin leek Málaga het meest op de Fiat Regata, de Fiat-sedanversie van de Fiat Ritmo hatchback. De SEAT Málaga en de Fiat Regata werden echter apart ontwikkeld, aangezien de twee fabrikanten hun partnerschap al hadden beëindigd tegen de tijd dat hun twee sedanmodellen werden gelanceerd.
Aanvankelijk werden drie motoren aangeboden: een 1.2 litercarburateur-benzinemotor met 1193 cc en 46 kW, een 1.5 litercarburateur-benzinemotor met 1461 cc en 63 kW en een 1.7 dieselmotor met 1740 cc en 40 kW. De twee System Porsche-benzinemotoren kwamen uit de Ronda P, de diesel werd gekocht bij Fiat.
In 1987 werd de carburateurmotor van de SEAT Málaga 1.5 uitgerust met een injectie. De SEAT Málaga Injection leverde 74 kW (100 pk), de versie met katalysator 66 kW (90 pk). De topsnelheid was 174 km/u respectievelijk met katalysator 165 km/u.
In 1991 werd de Málaga in het SEAT-programma overbodig, de nieuwe SEAT Toledo bood op alle fronten meer. Alleen de prijs van de Málaga was nog concurrerend. De productie eindigde in mei 1991, lang nadat de Volkswagen-groep SEAT overnam, en werd vervangen door zijn opvolger, de SEAT Córdoba, die eind 1993 werd gelanceerd. De Málaga verkocht relatief goed in Spanje maar deed het slecht op de exportmarkten, ondanks het gebruik van dezelfde System Porsche-aandrijflijn als de SEAT Ronda P en de Ibiza serie I.
De Málaga werd in Griekenland op de markt gebracht als de SEAT Gredos, naar het Spaanse gebergte Sierra de Gredos, omdat het woord Málaga te veel leek op malakas, een Grieks scheldwoord.

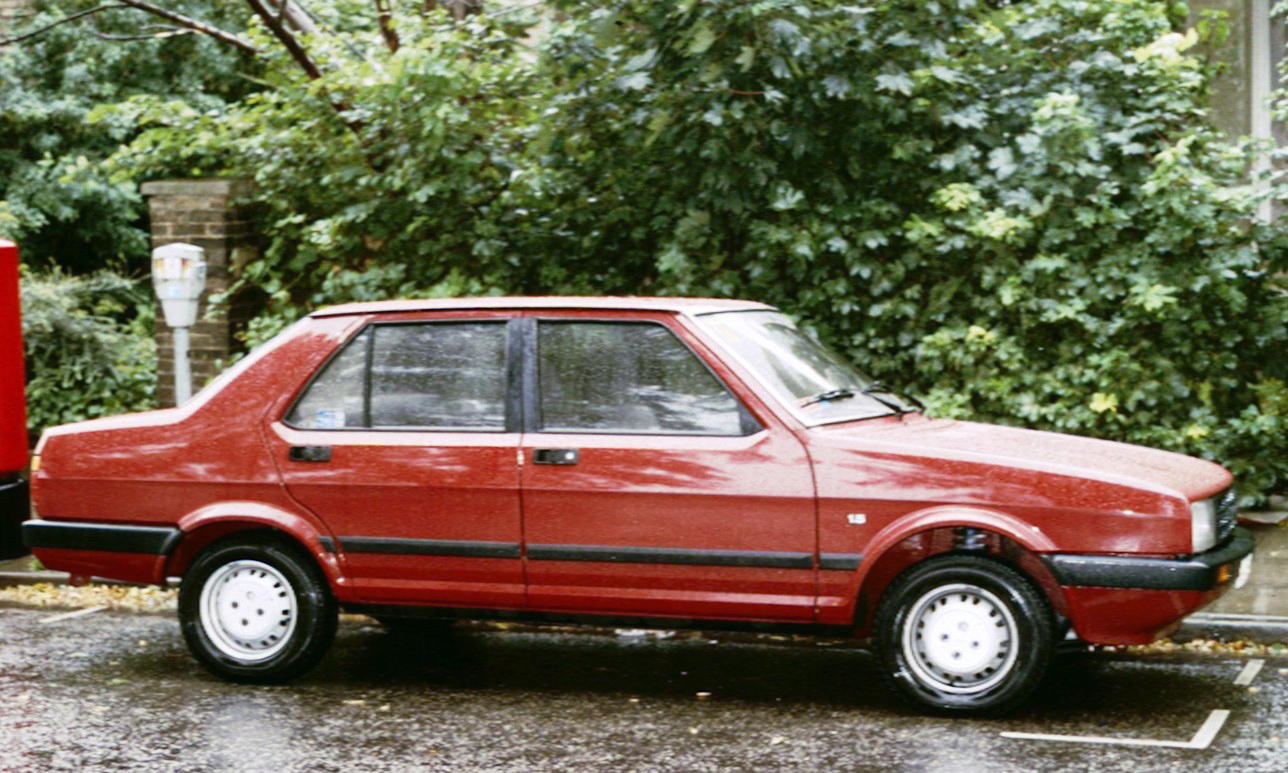
SEAT Málaga (1985) zijaanzicht
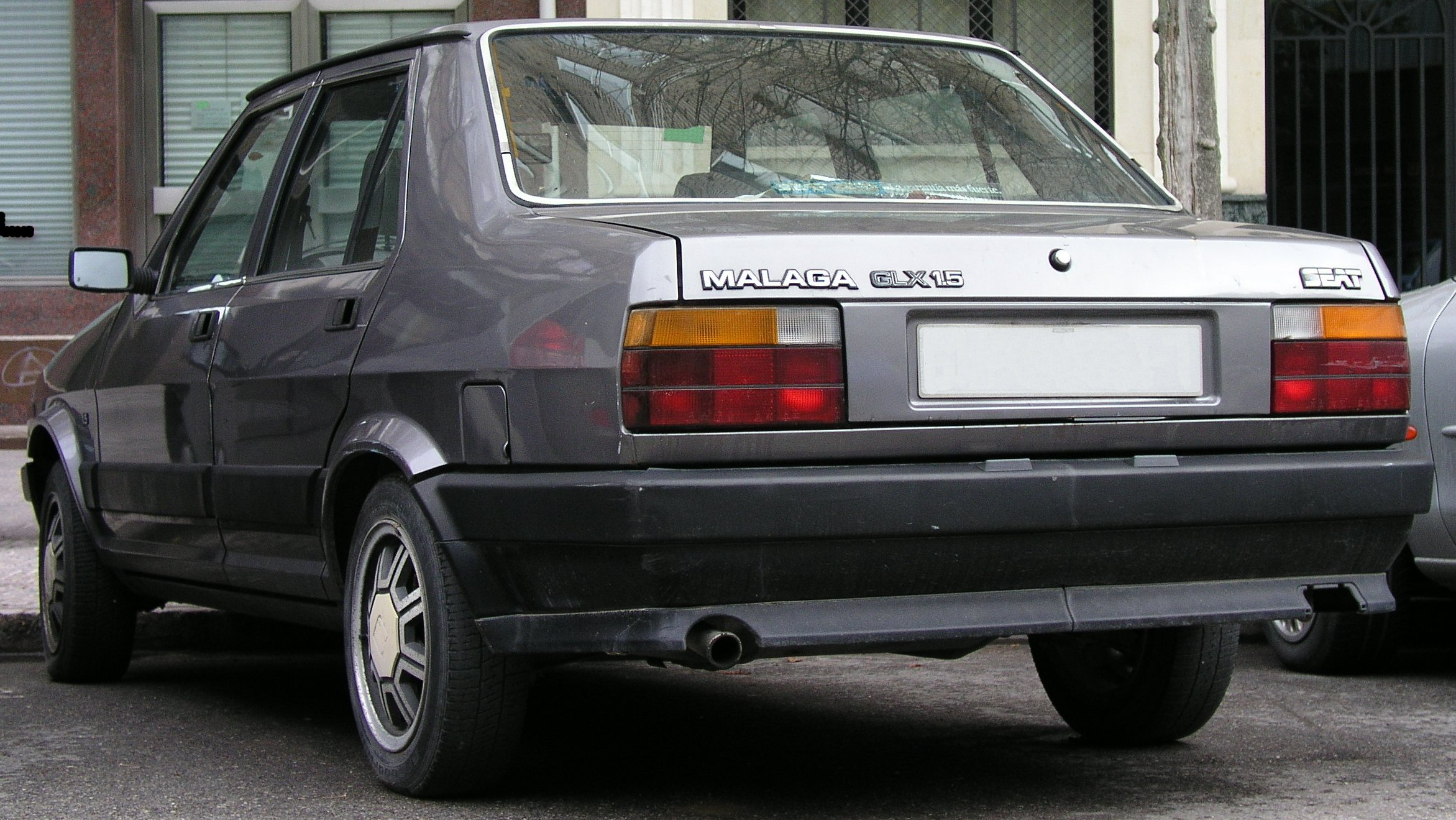
SEAT Málaga GLX (1986) achteraanzicht

Huidige modellen:
Ibiza · 
Arona ·
Leon ·  
Ateca ·
Tarraco
Oudere modellen:
600 · 
850 · 
1200 · 
1400 · 
1430 · 
1500 · 
124 · 
127 · 
128 · 
131 · 
132 · 
133 · 
Ritmo · 
Ronda · 
Fura · 
Málaga · 
Panda · 
Marbella · 
Terra · 
Inca · 
Arosa · 
Córdoba · 
Toledo · 
Altea (XL) · 
Exeo · 
Alhambra ·
Mii